# Ezio (Band)

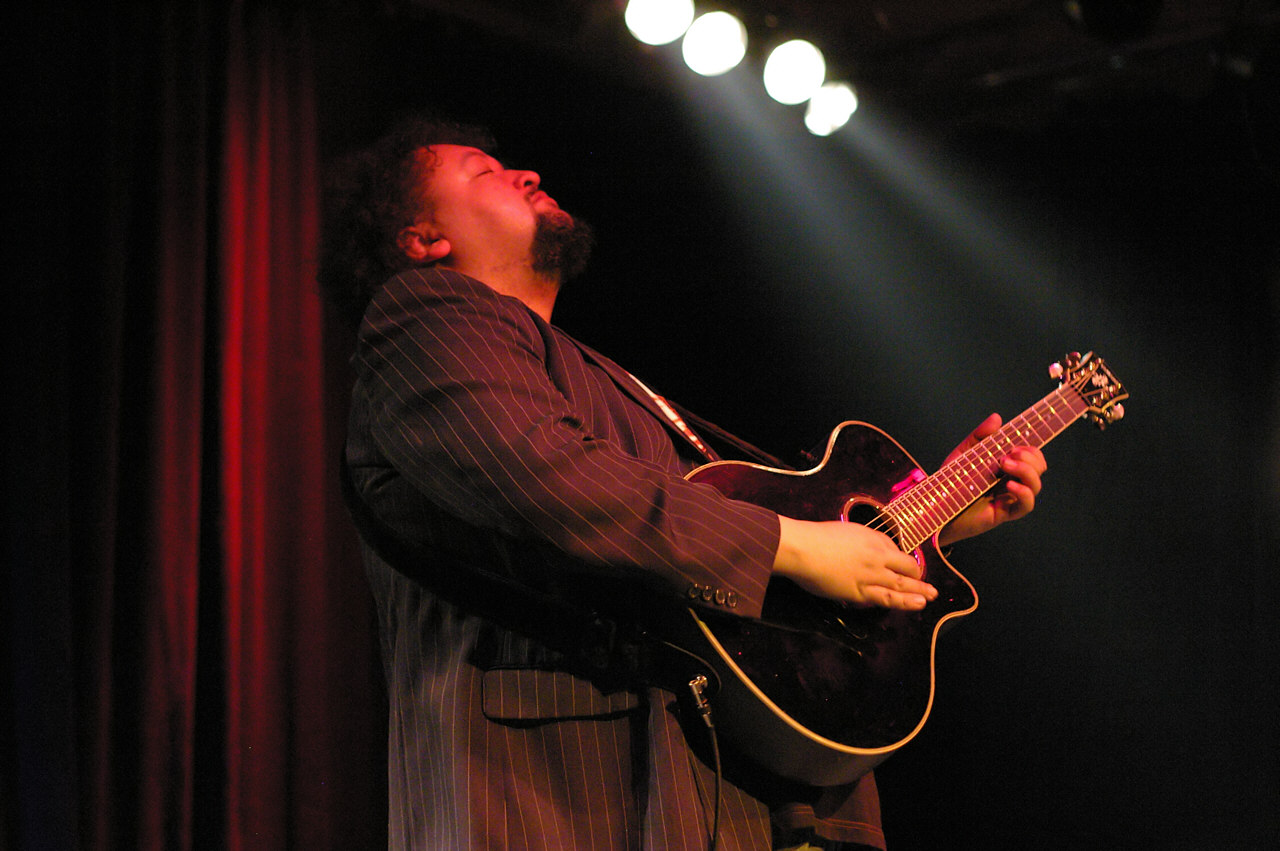
Mark Fowell

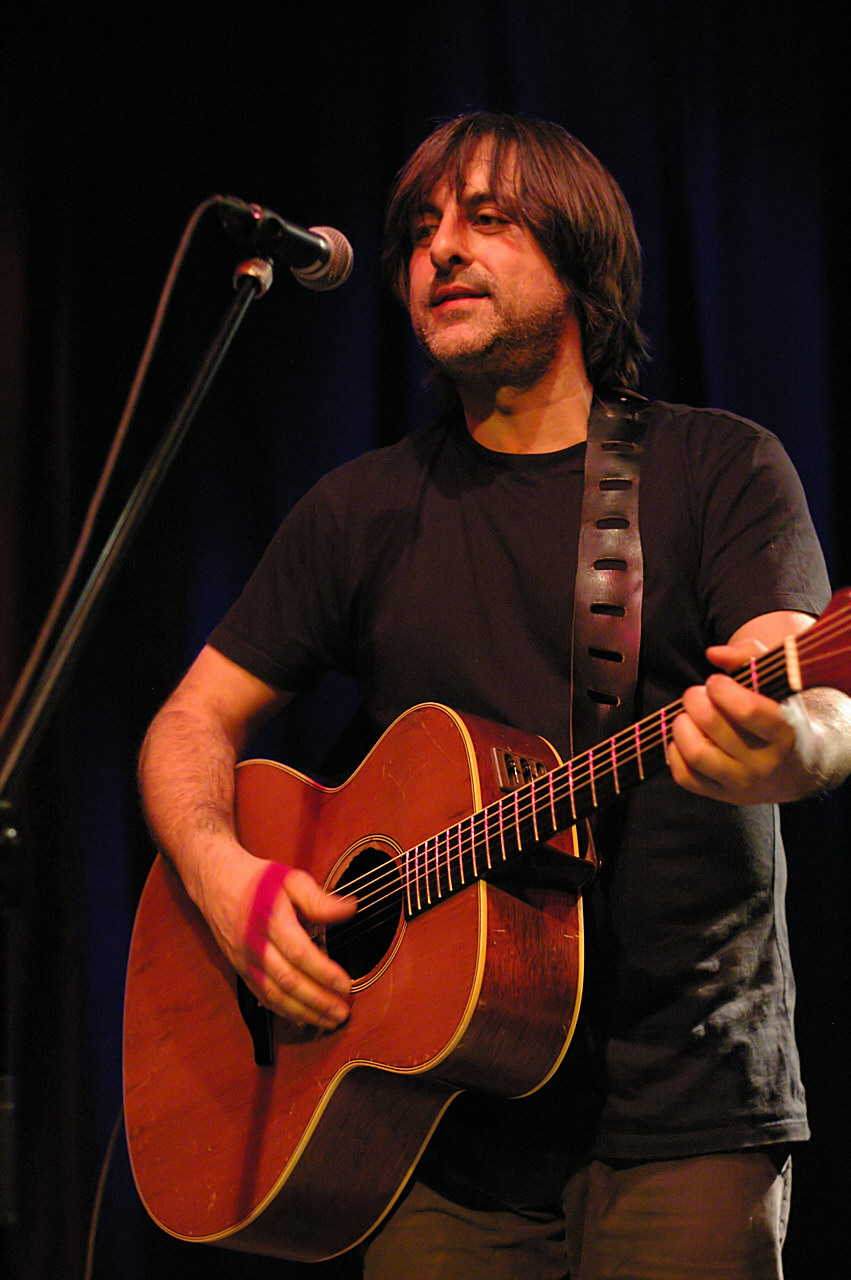
Ezio Lunedei

Ezio ist eine gitarrenorientierte Band um den Songschreiber Ezio Lunedei und dessen Partner Mark Booga Fowell.

## Geschichte
Die Gruppe wurde zunächst als Duo 1990 in Cambridge gegründet. 1994 wurde sie von Arista/BMG unter Vertrag genommen und veröffentlichte 1995 die erste Studio-CD Black Boots on Latin Feet. Für die Aufnahme des zweiten Albums Diesel Vanilla wurde Ezio im Studio durch Bass und Schlagzeug unterstützt, woraufhin einzelne Auftritte mit voller Bandbesetzung folgten. Seit 1998 touren Ezio zweigleisig sowohl als Duo als auch mit Band.
Nach den beiden Alben Higher und The Making of Mr Spoons wechselten die beiden Akustikgitarren-Virtuosen mit Veröffentlichung ihres fünften Studioalbums Ten Thousand Bars im Jahre 2006 zum deutschen Label Tapete Records, das dem deutschen Singer-Songwriter und Ex-Jeremy Days Frontmann Dirk Darmstaedter gehört. Im Herbst 2008 veröffentlichte Tapete Records das Livealbum Ten Thousand Bars – Live, bei dem es sich um einen Mitschnitt des Ezio-Konzertes in den Kaiserthermen in Trier aus dem Spätsommer 2007 handelt.

## Diskografie

### Alben
- 2016: Daylight Moon
- 2014: Adam and the Snake
- 2010: This Is the Day
- 2008: Ten Thousand Bars – Live
- 2008: Das Bootleg – Live in Mannheim (Part 1)
- 2006: Ten Thousand Bars (ein Teil der Auflage mit Bonus-CD All I Really Want, siehe Singles)
- 2006: Lost and Found (Volume 2) [ein Volume 1 existiert nicht, die Nummerierung ist ein Gag von Ezio]
- 2005: The Making of Mr. Spoons (Re-Release & Bonus-CD)
- 2004: Live in Cambridge (live)
- 2003: The Making of Mr. Spoons
- 2000: Higher
- 1999: Live At The Shepherds Bush Empire (live)
- 1997: Diesel Vanilla
- 1995: Black Boots on Latin Feet
- 1993: The Angel Song
- 1992: Saxon Street (nur auf Cassette in kleinen Stückzahlen)
- 1991: Singled out (nur auf Cassette in kleinen Stückzahlen)

### Singles
- 2006: All I Really Want
- 2002: The Same Mistake
- 2000: Still Ice Cold
- 2000: Teaser zum Album Higher
- 1997: Call You Tomorrow
- 1997: Deeper
- 1995: Wild Side
- 1995: The Further We Stretch
- 1995: Saxon Street
- 1995: Ezio and Booga (Promo)

### Video/DVDs
- 2006: Live at the Shepherds Bush Empire (DVD)
- 2005: Live at The Junction (DVD)
- 1999: Live at the Shepherds Bush Empire (VHS)
- 1995: Ezio Live (VHS)